# 雄物川町沼館
雄物川町沼館（おものがわまちぬまだて）は、秋田県横手市の大字。郵便番号は013-0205。人口は1,017人、世帯数は339世帯（2020年10月1日現在）。

## 地理
横手市西部、雄物川地域の中央部に位置する。東で雄物川町会塚・雄物川町砂子田、西で雄物川町矢神・雄物川町深井、南で雄物川町今宿、北で雄物川町薄井と隣接する。
市役所庁舎などが所在する雄物川地域の中心市街地に程近く、市街地が連続して繋がっている。町域の西端には一級河川の雄物川が流れる。
主要地方道である秋田県道13号湯沢雄物川大曲線と秋田県道48号横手東由利線が町内で交差する他、雄物川中央公園、雄物川郷土資料館、後三年合戦の遺構である沼柵跡などが所在する。

### 河川
- 雄物川
町の西側を南北に流れ、対岸にある雄物川町矢神とは県道48号の沼館橋で結んでいる。
- 石持川

## 世帯数と人口
2020年（令和2年）10月1日現在の世帯数と人口は以下の通りである。
| 丁目         | 世帯数  | 人口    |
| ------------ | ------- | ------- |
| 雄物川町沼館 | 339世帯 | 1,017人 |

### 人口の推移
以下は国勢調査による1995年（平成7年）以降の人口の推移。
| 年                 | 人口  |
| ------------------ | ----- |
| 1995年（平成7年）  | 1,518 |
| 2000年（平成12年） | 1,436 |
| 2005年（平成17年） | 1,349 |
| 2010年（平成22年） | 1,243 |
| 2015年（平成27年） | 1,161 |
| 2020年（令和2年）  | 1,017 |

## 交通

### 鉄道
地域内に駅はない。最寄り駅は平鹿町醍醐にあるJR東日本・奥羽本線の醍醐駅。ほぼ同等の距離に柳田駅、横手駅がある。
1971年まで横荘線の沼館駅と船沼駅が所在した。

### 道路
- 秋田県道13号湯沢雄物川大曲線（主要地方道）
- 秋田県道48号横手東由利線（主要地方道）

## 施設

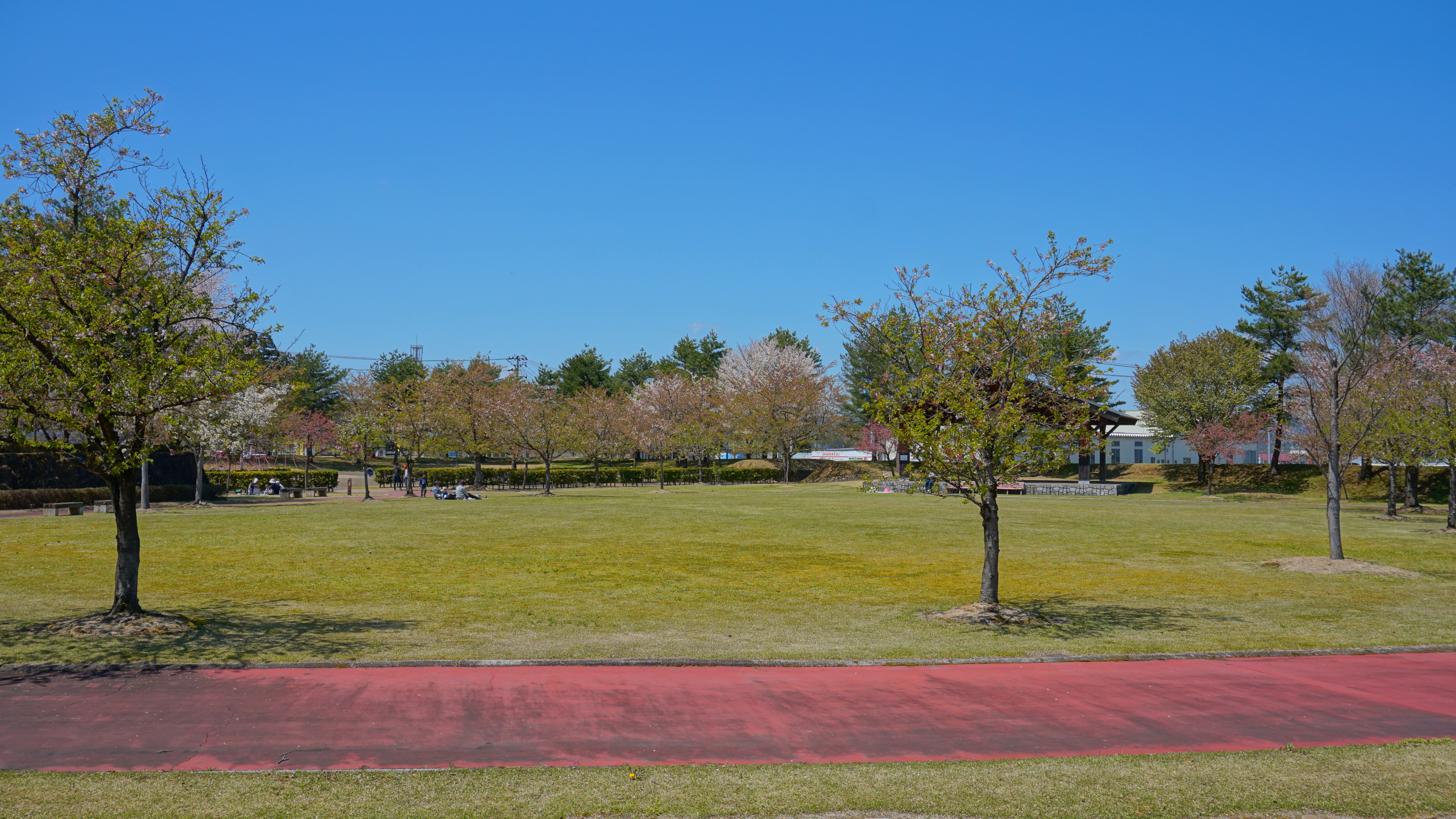
雄物川中央公園
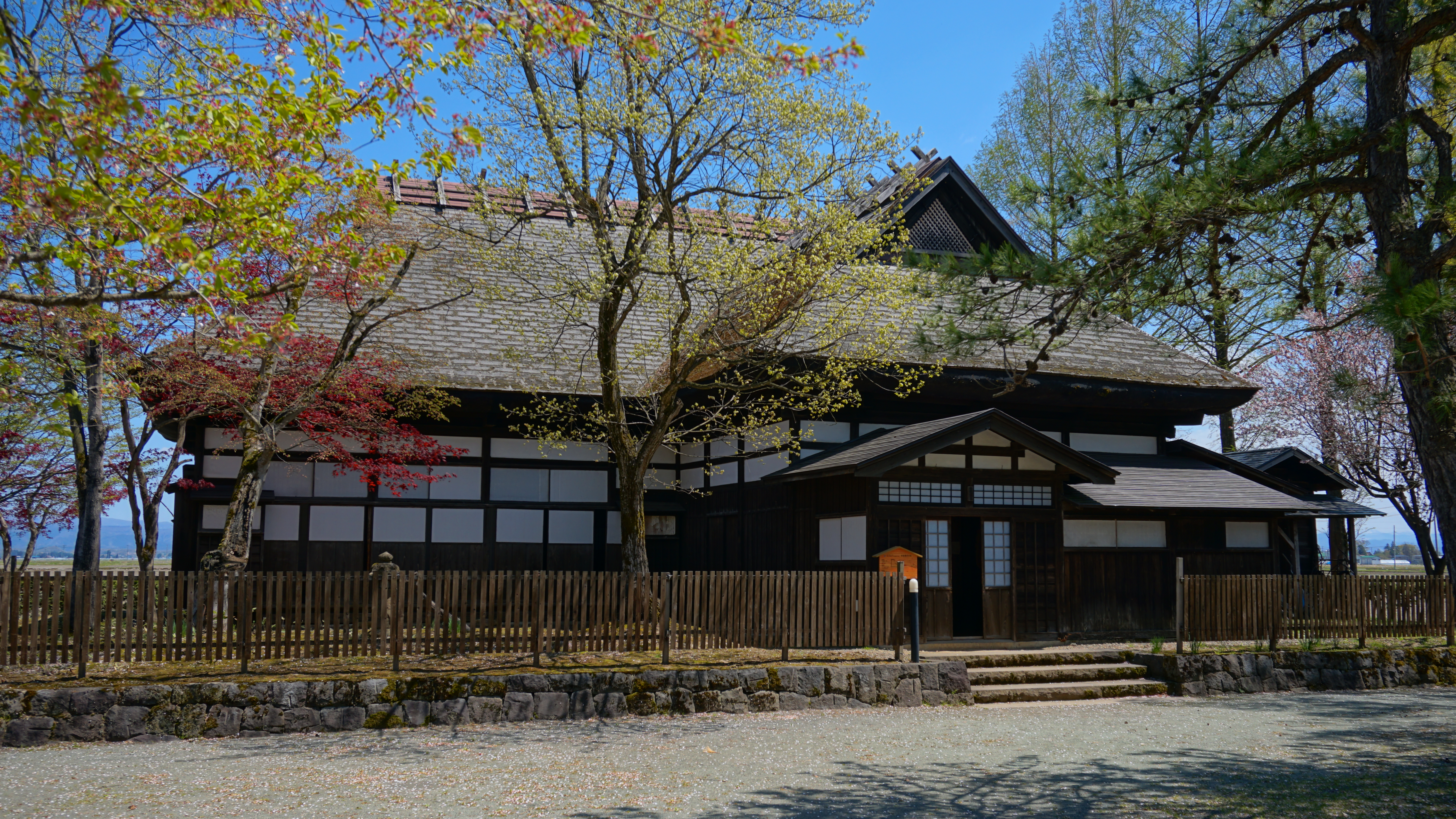
木戸五郎兵衛村
  - 雄物川民家苑木戸五郎兵衛村
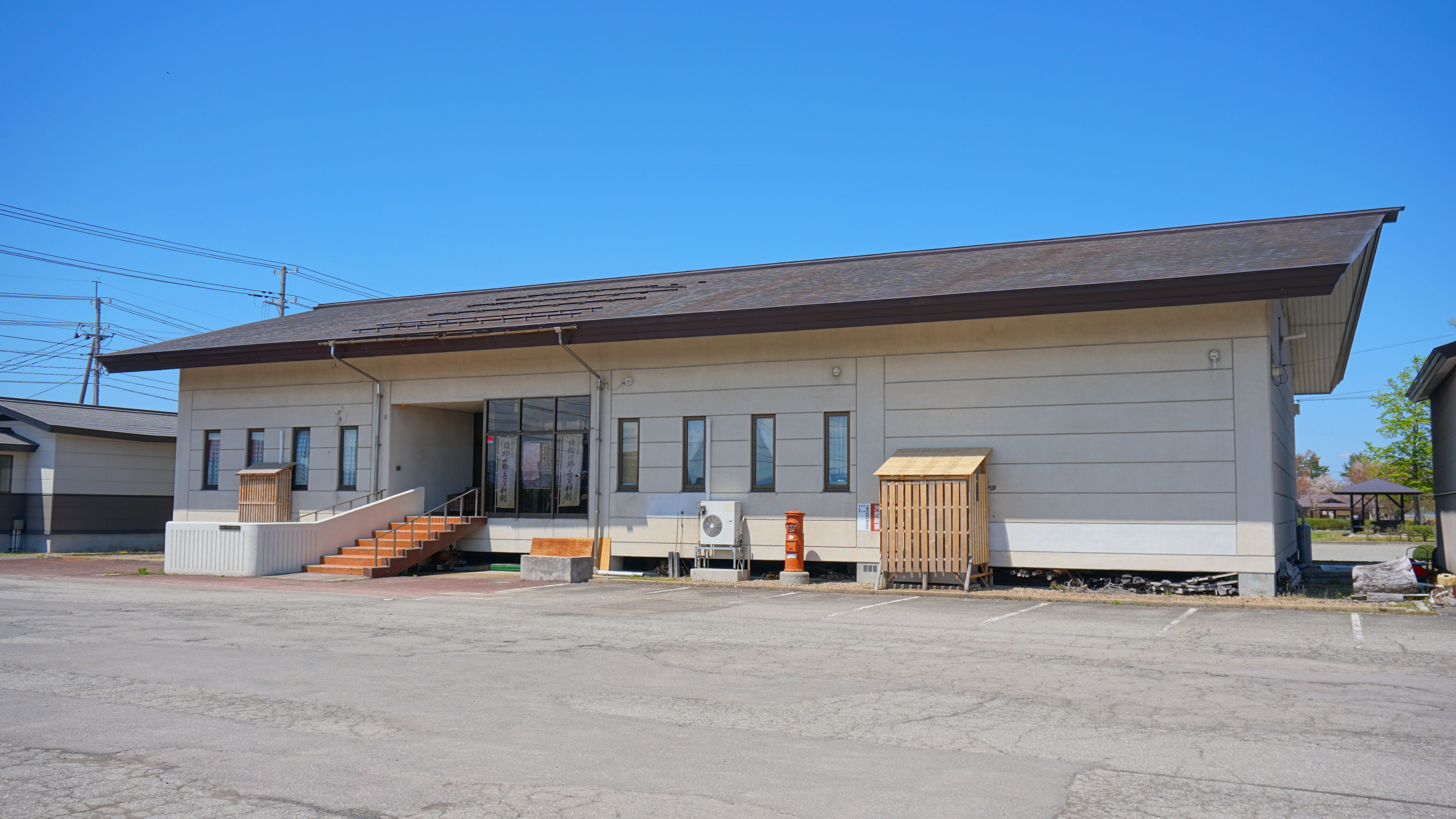
雄物川郷土資料館
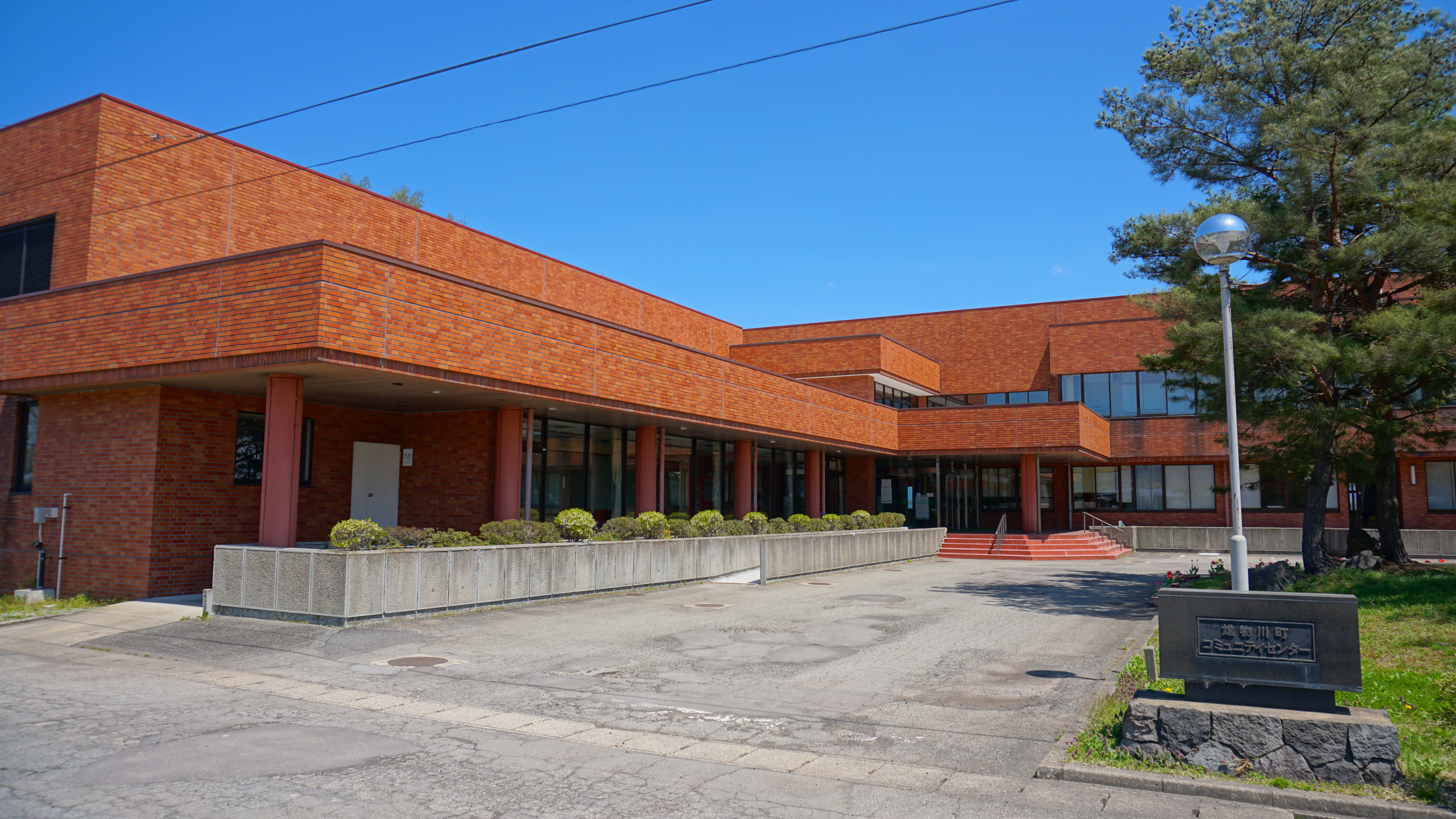
雄物川コミュニティセンター
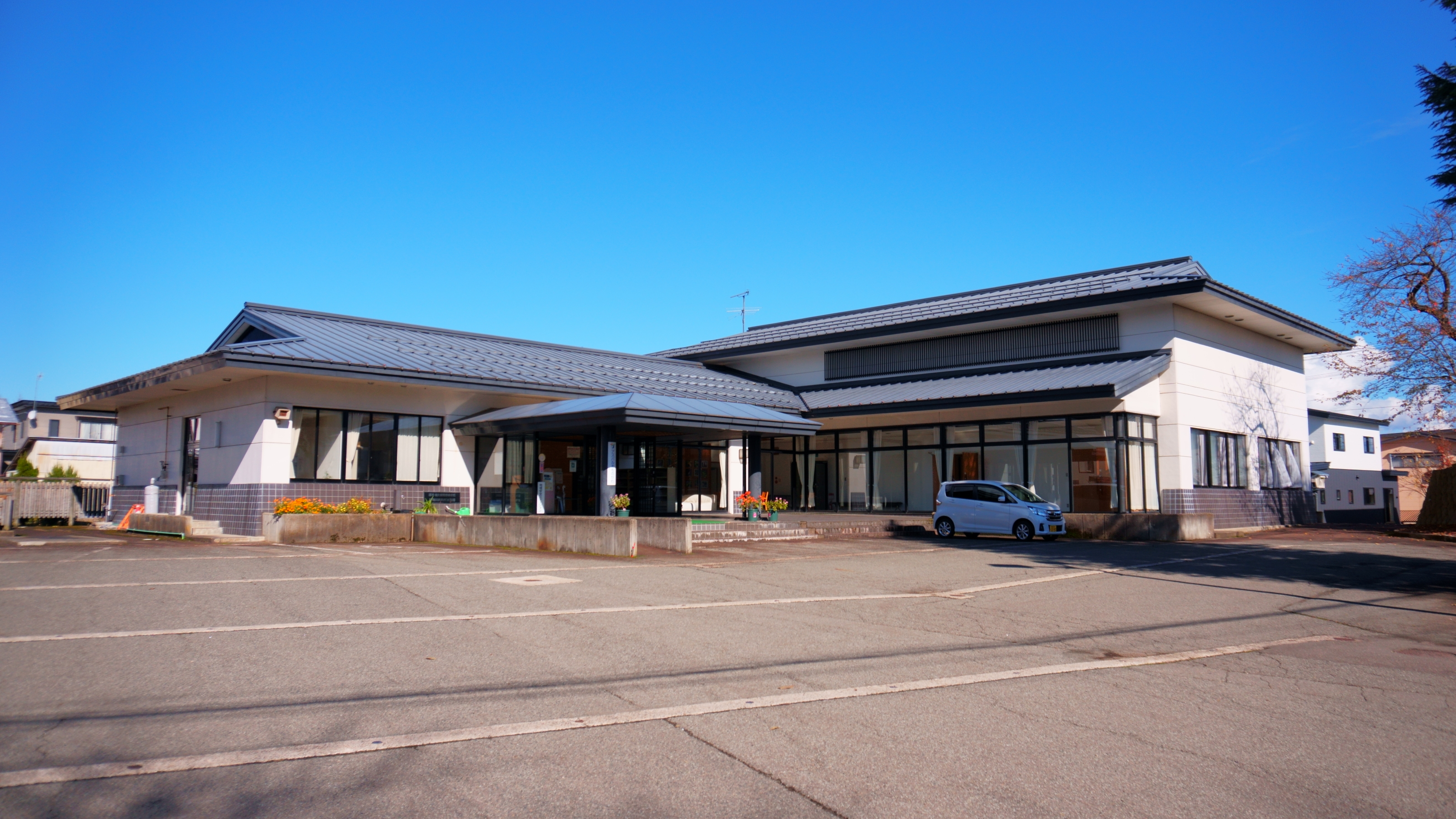
沼館地区交流センター（アスパル雄物川）
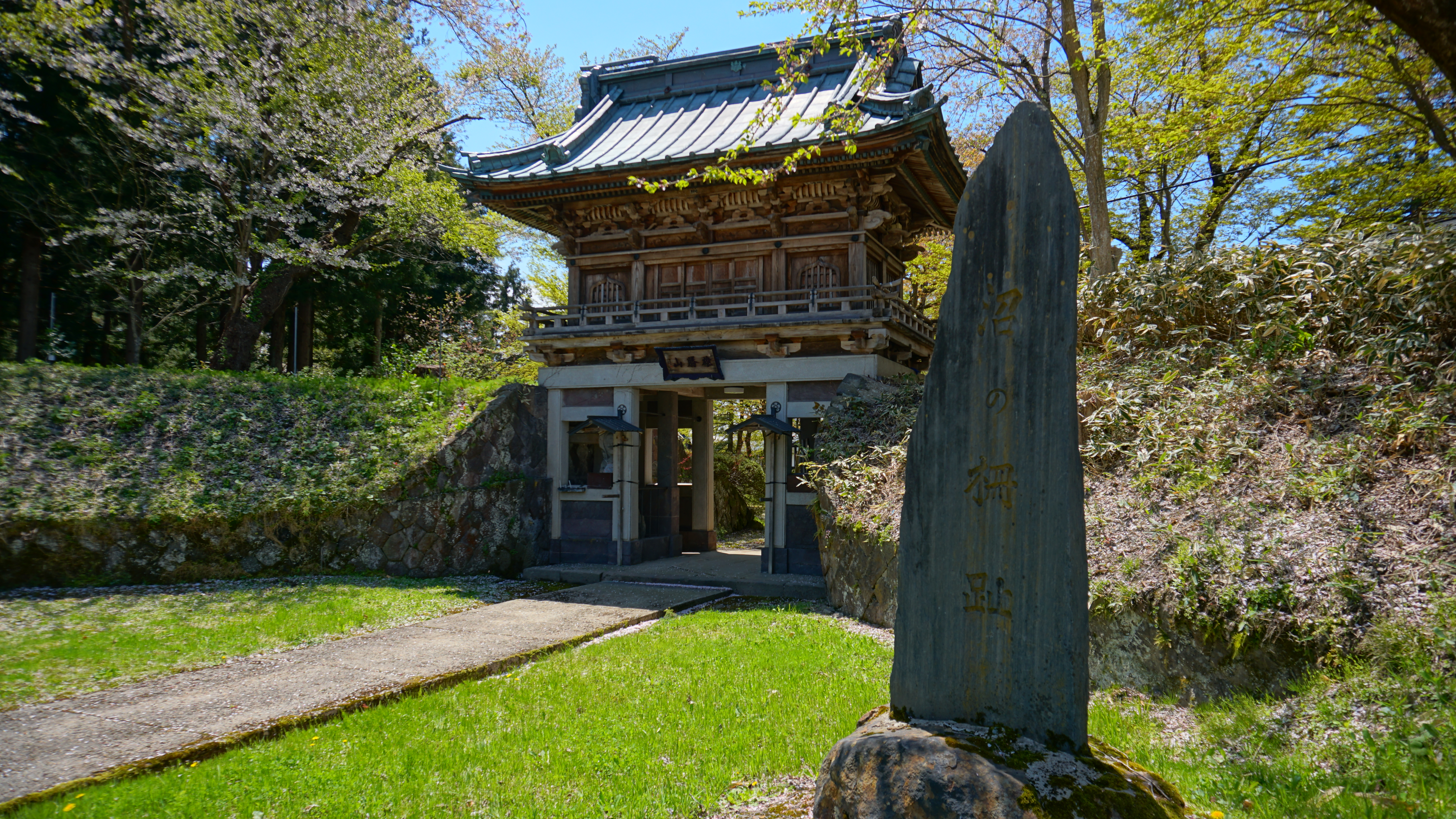
雄勝山蔵光院（沼柵跡）
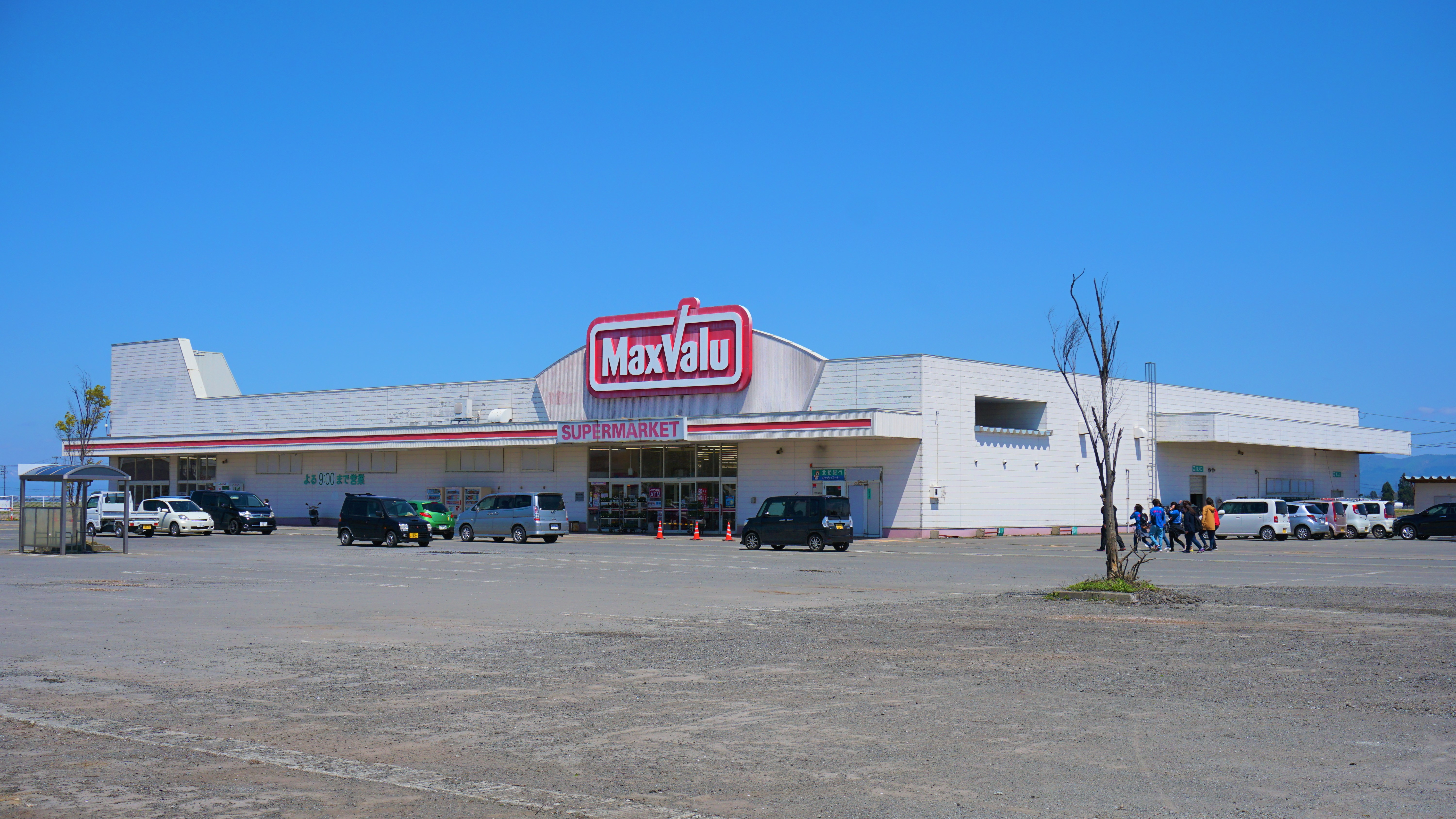
マックスバリュ 新雄物川店
ツルハドラッグ 雄物川店
- 横手警察署 雄物川駐在所
- 雄物川郵便局
- 秋田ふるさと農業協同組合 雄物川支店

- 雄物川中央公園
- 木戸五郎兵衛村
- 雄物川郷土資料館
- 雄物川コミュニティセンター
- アスパル雄物川
- 雄勝山蔵光院
- マックスバリュ新雄物川店
- 雄物川郵便局

### 閉鎖した施設
- 横手市立雄物川北小学校（2015年3月31日閉校）

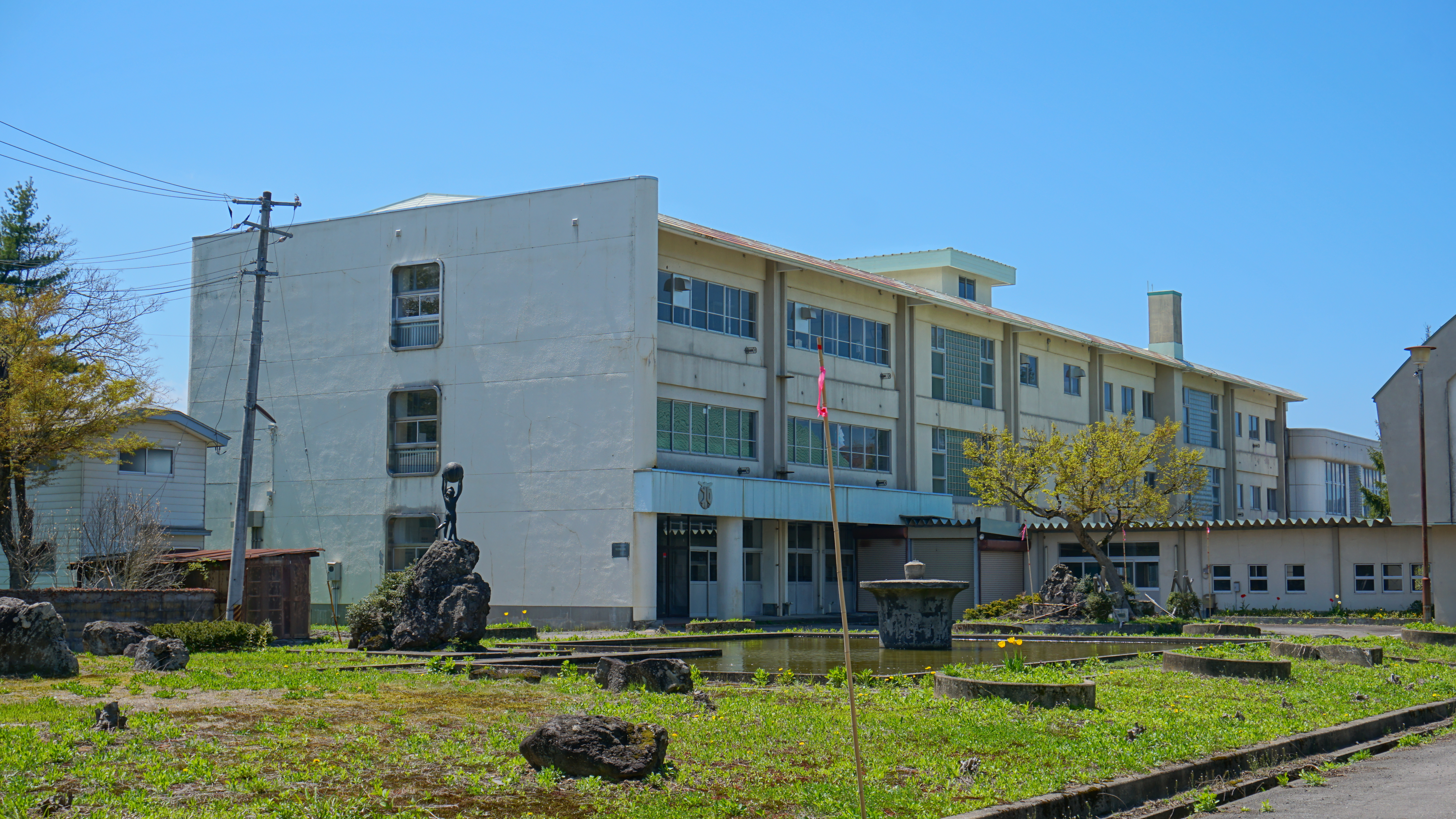
横手市立雄物川北小学校